# Richard Willstätter
Richard Martin Willstätter (13. srpna 1872 Karlsruhe, Německo – 3. srpna 1942 Muralto, Ticino, Švýcarsko) byl německý chemik, nositel Nobelovy ceny za chemii. Cena mu byla udělena za výzkum rostlinných pigmentů, zejména chlorofylu.

## Život
Nejprve studoval na gymnáziích v Karlsruhe a v Norimberku. Poté vystudoval přírodní vědy na univerzitě v Mnichově u vynikajícího chemika Adolfa von Baeyera. Na této univerzitě po vystudování pracoval 15 let. Nejdříve se stal soukromým docentem, pak vedoucím oddělení organické chemie a později také mimořádným profesorem. V Mnichově na univerzitě neměl vhodné podmínky pro výzkum, a tak odešel na techniku do Curychu. Stal se také ředitelem Chemického ústavu císaře Viléma v Berlíně, a to v letech 1912–1915, také zde působil jako profesor chemie na univerzitě. Po odchodu Baeyra se stal jeho nástupcem na univerzitě v Mnichově.

## Nejvýznamnější Willstätterovy práce
Mezi nejvýznamnější Willstätterovy práce patřily objevy v oblasti chemie rostlinných a živočišných pigmentů. Také vypracoval chemickou metodu jejich zkoumání a našel poznatky zejména o chlorofylu. Willstätter zjistil, že chlorofyl, který se vyskytuje v zelených částech rostlin, se podílí na produkci cukru i škrobu z oxidu uhličitého a vody a zajišťuje tak výživu všech lidí i zvířat. Zkoumáním složení tohoto zeleného barviva jako první objevil, že jeho základní složkou je hořčík. Zabýval se výzkumem i dalších barviv – modrého antokyanu, krve, natě i plodů. Ve své další vědecké činnosti se zabýval způsobem získávání enzymů. Willstätter vypracoval teorii dvousložkové podstaty enzymů, podle níž se skládají všechny enzymy z koloidního nositele a aktivní skupiny. R. M. Willstätter je označován za zakladatele tzv. rostlinné chemie.